# Barcarolle
Barcarolle hay Barcarole (từ gốc tiếng Ý: Barcarola; barca có nghĩa là 'thuyền') là một bài dân ca được hát bởi những người chèo thuyền đáy bằng (Gondola) ở Venice, hay một đoạn nhạc được sáng tác theo phong cách đó. Trong nhạc cổ điển, 2 trong số những barcarolle nổi tiếng nhất là của Jacques Offenbach trong vở opera The Tales of Hoffmann và Barcarole trên cung F thăng trưởng dành cho độc tấu piano của Frédéric Chopin.

## Mô tả
Barcarolle được đặc trưng bởi sự gợi lại nhịp điệu của người chèo thuyền gondola, hầu như luôn với nhịp 6/8 vừa phải.
Trong khi những bài barcarolle nổi tiếng nhất là từ thời kỳ âm nhạc lãng mạn, trong thế kỷ 18 thể loại này cũng nổi tiếng đủ cho sử gia âm nhạc Charles Burney phải nhắc đến trong cuốn The Present State of Music in France and Italy (Tình trạng âm nhạc đương đại tại Pháp và Ý) (1771), rằng đó là một thể loại trứ danh được giới thưởng ngoạn yêu thích.